# Antwerp FC in het seizoen 2018/19
Dit artikel beschrijft de prestaties van de Belgische voetbalclub Royal Antwerp FC in het seizoen 2018–2019.

## Spelerskern en statistieken
| Nr.           | Naam              | Nat.                                             | Geboortedatum | Competitie | Competitie | Vorige club           |
| Nr.           | Naam              | Nat.                                             | Geboortedatum | W          |            | Vorige club           |
| ------------- | ----------------- | ------------------------------------------------ | ------------- | ---------- | ---------- | --------------------- |
| Doelmannen    |                   |                                                  |               |            |            |                       |
| 1             | Sinan Bolat       | Vlag van België · Vlag van Turkije               | 03-09-1988    | 41         | 0          | FC Porto              |
| 31            | Yves De Winter    | Vlag van België                                  | 25-05-1987    | 0          | 0          | KSV Roeselare         |
| 39            | Jens Teunckens    | Vlag van België                                  | 30-01-1998    | 0          | 0          | Club Brugge           |
| 41            | Bill Lathouwers   | Vlag van België                                  | 18-09-1999    | 0          | 0          | eigen jeugd           |
| Verdedigers   |                   |                                                  |               |            |            |                       |
| 2             | Matheus Borges    | Vlag van Brazilië                                | 22-01-1992    | 14         | 0          | Londrina EC           |
| 3             | Abdoulaye Seck    | Vlag van Senegal                                 | 10-03-1988    | 2          | 0          | Sandefjord Fotball    |
| 4             | Daniel Opare      | Vlag van Ghana                                   | 18-10-1990    | 23         | 0          | FC Augsburg           |
| 6             | Simen Juklerød    | Vlag van Noorwegen                               | 18-05-1994    | 40         | 1          | Vålerenga IF          |
| 15            | Dino Arslanagić   | Vlag van België · Vlag van Bosnië en Herzegovina | 24-04-1993    | 37         | 1          | Royal Excel Moeskroen |
| 21            | Dylan Batubinsika | Vlag van Frankrijk · Vlag van Congo-Brazzaville  | 15-02-1996    | 11         | 0          | Paris Saint-Germain   |
| 30            | Aurélio Buta      | Vlag van Portugal · Vlag van Angola              | 10-02-1997    | 20         | 0          | SL Benfica            |
| 37            | Jelle Van Damme   | Vlag van België                                  | 10-10-1983    | 34         | 1          | Los Angeles Galaxy    |
| 47            | Gaël Kakudji      | Vlag van België                                  | 06-07-1999    | 1          | 0          |                       |
| 56            | Robbe Quirynen    | Vlag van België                                  | 03-11-2001    | 0          | 0          |                       |
| Middenvelders |                   |                                                  |               |            |            |                       |
| 8             | Ivo Rodrigues     | Vlag van Portugal                                | 30-03-1995    | 28         | 2          | FC Porto              |
| 10            | Geoffry Hairemans | Vlag van België                                  | 21-10-1991    | 21         | 1          | KFC Dessel Sport      |
| 11            | Lior Refaelov     | Vlag van Israël · Vlag van België                | 26-04-1986    | 35         | 11         | Club Brugge           |
| 14            | Amara Baby        | Vlag van Frankrijk · Vlag van Senegal            | 23-02-1989    | 24         | 3          | Sporting Charleroi    |
| 20            | Didier Lamkel Zé  | Vlag van Kameroen                                | 17-09-1996    | 28         | 4          | Chamois Niortais FC   |
| 22            | David Simão       | Vlag van Portugal                                | 15-05-1990    | 12         | 0          | Boavista FC           |
| 23            | Omar Govea        | Vlag van Mexico                                  | 18-01-1996    | 15         | 0          | FC Porto              |
| 29            | Egor Nazaryna     | Vlag van Oekraïne                                | 10-07-1997    | 9          | 0          | FK Dnipro             |
| 38            | Faris Haroun      | Vlag van België                                  | 22-09-1985    | 34         | 5          | Cercle Brugge         |
| 48            | Nando Nöstlinger  | Vlag van België                                  | 15-01-1998    | 0          | 0          |                       |
| 60            | Sambou Yatabaré   | Vlag van Mali · Vlag van Frankrijk               | 02-03-1989    | 21         | 1          | Werder Bremen         |
| Aanvallers    |                   |                                                  |               |            |            |                       |
| 9             | Jonathan Bolingi  | Vlag van Congo-Kinshasa                          | 30-06-1994    | 36         | 2          | Standard Luik         |
| 19            | William Owusu     | Vlag van Ghana · Vlag van Portugal               | 13-09-1989    | 33         | 7          | KSV Roeselare         |
| 70            | Dieumerci Mbokani | Vlag van Congo-Kinshasa                          | 22-11-1985    | 32         | 13         | FC Dynamo Kiev        |

### Technische staf
| Functie                   | Naam                           | Nationaliteit      |
| ------------------------- | ------------------------------ | ------------------ |
| Coach                     | László Bölöni                  | Roemenië           |
| Assistent-coach           | Wim De Decker                  | België             |
| Assistent-coach           | Samir Beloufa                  | Frankrijk Algerije |
| Keeperstrainer            | Vedran Runje                   | Kroatië            |
| Dokter                    | Wim Geerts                     | België             |
| Physical coach            | Peter Catteeuw                 | België             |
| Kinesist                  | Jan Vandenhouten               | België             |
| Kinesist                  | Jochen De Coene                | België             |
| Kinesist                  | Sam Van Opstal                 | België             |
| Kinesist                  | Vincent Vanderheyden           | België             |
| Kinesist                  | Sam Van Horebeeck              | België             |
| Kinesist                  | Robin Cappaert                 | België             |
| Kinesiste                 | Frédérique Neys                | België             |
| Krachttrainer             | Shaun Huygaerts                | België             |
| Sportarts                 | Jeroen Stappers                | België             |
| Orthopedische geneeskunde | Orthopedisch Centrum Antwerpen | België             |
| Medische pedicure         | Linda Van Gossum               | België             |
| Sportdiëtiste             | Stephanie Scheirlynck          | België             |
| Osteopaat                 | Robin Thys                     | België             |
| Sportmasseur              | Gunther Scheipers              | België             |

## Bestuur
| Functie              | Naam              | Nationaliteit |
| -------------------- | ----------------- | ------------- |
| Voorzitter           | Jan Michel        | België        |
| Sportief manager     | Luciano D'Onofrio | Italië        |
| Operationeel manager | Frédéric Leidgens | België        |

## Transfers

### Zomer 2018
| Naam              | Nationaliteit         | Van/naar                  | Type         |
| ----------------- | --------------------- | ------------------------- | ------------ |
| Inkomend          |                       |                           |              |
| Yves De Winter    | België                | KSV Roeselare             | Gekocht      |
| Lior Refaelov     | Israël, België        | Club Brugge               | Gehuurd      |
| Amara Baby        | Frankrijk, Senegal    | Sporting Charleroi        | Gekocht      |
| Abdoulaye Seck    | Senegal               | Sandefjord Fotball        | Gekocht      |
| Dieumerci Mbokani | Congo-Kinshasa        | Dynamo Kiev               | Transfervrij |
| Omar Govea        | Mexico                | FC Porto                  | Gehuurd      |
| Didier Lamkel Zé  | Kameroen              | Chamois Niortais FC       | Gekocht      |
| Simen Juklerød    | Noorwegen             | Vålerenga IF              | Gekocht      |
| Matheus Borges    | Brazilië              | Londrina EC               | Gekocht      |
| Daniel Opare      | Ghana                 | FC Augsburg               | Gekocht      |
| Jonathan Bolingi  | Congo-Kinshasa        | Standard Luik             | Gekocht      |
| Jens Teunckens    | België                | Club Brugge               | Gekocht      |
| Antoine Bernier   | België                | Anderlecht                | Gekocht      |
| Aurélio Buta      | Portugal, Angola      | SL Benfica                | Gekocht      |
| Ivo Rodrigues     | Portugal              | FC Porto                  | Gekocht      |
| Uitgaand          |                       |                           |              |
| Nader Ghandri     | Frankrijk, Tunesië    | KVC Westerlo              | Verhuurd     |
| Jonathan Pitroipa | Burkina Faso          | Paris FC                  | Verkocht     |
| Romain Habran     | Frankrijk             | MS Asjdod                 | Verkocht     |
| Obbi Oulare       | België                | Watford FC                | Einde huur   |
| Joaquín Ardaiz    | Uruguay               | El Tanque Sisley          | Einde huur   |
| Sébastien Siani   | Kameroen              | Al-Jazira Club            | Verkocht     |
| Tino-Sven Sušić   | Bosnië en Herzegovina | VVV-Venlo                 | Verkocht     |
| Ritchie De Laet   | België                | Aston Villa FC            | Einde huur   |
| Alexander Corryn  | België                | KV Mechelen               | Einde huur   |
| Younes Achter     | België                | SC City Pirates Antwerpen | Verkocht     |
| Roberto Nuñez     | Spanje                | UD Las Palmas             | Verkocht     |
| Kevin Debaty      | België                | Waasland-Beveren          | Verkocht     |
| Stallone Limbombe | België                | AA Gent                   | Verkocht     |

### Winter 2019
| Naam                     | Nationaliteit   | Van/naar           | Type                         |
| ------------------------ | --------------- | ------------------ | ---------------------------- |
| Inkomend                 |                 |                    |                              |
| David Simão              | Portugal        | Boavista FC        | Gekocht                      |
| Lior Refaelov            | Israël, België  | Club Brugge        | Definitieve overname na huur |
| Uitgaand                 |                 |                    |                              |
| Zotsara Randriambololona | Madagaskar      | FC Fleury 91       | Verkocht                     |
| Antoine Bernier          | België          | Lierse Kempenzonen | Verhuurd                     |
| Reda Jaadi               | België, Marokko | Dinamo Boekarest   | Verkocht                     |

## Oefenwedstrijden
Hieronder een overzicht van de oefenwedstrijden die Antwerp in de aanloop naar en tijdens het seizoen 2018/19 speelt.

Tijdens de voorbereiding van het seizoen 2018/19 trok Antwerp op stage naar Duitsland van 30 juni tot 10 juli.
| Datum      | Thuis/Uit | Tegenstander                         | Score | Doelpuntenmaker(s) Antwerp            |
| ---------- | --------- | ------------------------------------ | ----- | ------------------------------------- |
| 22-06-2018 | uit       | Hoogstraten VV (2de Klasse Am.)      | 1 - 5 | Bernier (2x), Owusu, Rodrigues, Jaadi |
| 27-06-2018 | uit       | KFC Brasschaat (2de Prov. Antwerpen) | 1 - 4 | Owusu, Nazaryna, Mendy, Niangadou     |
| 03-07-2018 | uit       | MSV Duisburg (2. Bundesliga)         | 1 - 2 | Rodrigues, Bolingi                    |
| 08-07-2018 | uit       | VfL Osnabrück (3. Liga)              | 0 - 1 | owngoal                               |
| 15-07-2018 | uit       | PAOK Saloniki (Super League)         | 1 - 3 | Opare, Bolingi, Owusu                 |
| 22-07-2018 | thuis     | Panathinaikos FC (Super League)      | 2 - 1 | Haroun, Hairemans                     |

Tijdens de interlandbreaks van september, oktober en november 2018 speelde Antwerp oefenwedstrijden achter gesloten deuren.
| Datum      | Thuis/Uit | Tegenstander                  | Score | Doelpuntenmaker(s) Antwerp |
| ---------- | --------- | ----------------------------- | ----- | -------------------------- |
| 08-09-2018 | thuis     | SBV Vitesse (Eredivisie)      | 0 - 0 |                            |
| 12-10-2018 | thuis     | FC Utrecht (Eredivisie)       | 2 - 1 | Owusu, Bolingi             |
| 15-11-2018 | thuis     | KV Kortrijk (Eerste klasse A) | 1 - 1 | Opare                      |

Tijdens de winterstage in het Spaanse Algorfa van 4 tot 13 januari speelde Antwerp volgende oefenwedstrijden.
| Datum      | Thuis/Uit | Tegenstander                          | Score | Doelpuntenmaker(s) Antwerp |
| ---------- | --------- | ------------------------------------- | ----- | -------------------------- |
| 05-01-2019 | neutraal  | Excelsior Virton (1ste Klasse Am.)    | 1 - 0 | Borges                     |
| 06-01-2019 | neutraal  | Oud-Heverlee Leuven (Eerste klasse B) | 1 - 0 | Refaelov                   |
| 11-01-2019 | neutraal  | FC Augsburg (Bundesliga)              | 3 - 1 | Bernier                    |

| Datum      | Thuis/Uit | Tegenstander     | Score | Doelpuntenmaker(s) Antwerp |
| ---------- | --------- | ---------------- | ----- | -------------------------- |
| 11-02-2019 | thuis     | PSV (Eredivisie) | 0 - 0 |                            |

Tijdens de aanloop naar Play-off I speelde Antwerp volgende oefenwedstrijden achter gesloten deuren.
| Datum      | Thuis/Uit | Tegenstander                        | Score | Doelpuntenmaker(s) Antwerp |
| ---------- | --------- | ----------------------------------- | ----- | -------------------------- |
| 21-03-2019 | thuis     | NAC Breda (Eredivisie)              | 0 - 2 |                            |
| 23-03-2019 | thuis     | Union Sint-Gillis (Eerste klasse B) | 1 - 3 | Van Damme                  |

## Jupiler Pro League

### Reguliere competitie

#### Wedstrijden
| Wedstrijddetails                                                                                   | Thuisploeg                                                         | Uitslag                             | Uitploeg                                                              | Opstelling | Kaarten                                                              |
| -------------------------------------------------------------------------------------------------- | ------------------------------------------------------------------ | ----------------------------------- | --------------------------------------------------------------------- | --- | -------------------------------------------------------------------- |
| Heenronde                                                                                          |                                                                    |                                     |                                                                       | |                                                                      |
| 29 juli 2018 18:00 Stade du Pays de Charleroi Charleroi Ref.: Lawrence Visser Toeschouwers: 9.006  | Sporting Charleroi                                                 | 0 – 1                               | Antwerp                                                               | Bolat Opare, Arslanagić, Borges, Juklerød Haroun , Nazaryna, Yatabaré Bolingi, Owusu, Hairemans                                                        | 35' Haroun 41' Hairemans                                             |
| 29 juli 2018 18:00 Stade du Pays de Charleroi Charleroi Ref.: Lawrence Visser Toeschouwers: 9.006  |                                                                    | 0 – 1                               | 16' Yatabaré                                                          | Bolat Opare, Arslanagić, Borges, Juklerød Haroun , Nazaryna, Yatabaré Bolingi, Owusu, Hairemans                                                        | 35' Haroun 41' Hairemans                                             |
| 4 augustus 2018 20:00 Bosuilstadion Antwerpen Ref.: Erik Lambrechts Toeschouwers: 13.432           | Antwerp                                                            | 0 – 0                               | KV Kortrijk                                                           | Bolat Opare, Arslanagić, Borges, Juklerød Yatabaré (83' Nazaryna), Haroun , Hairemans (73' Lamkel Zé) Rodrigues (88' Randriambololona), Bolingi, Owusu | 62' Yatabaré                                                         |
| 4 augustus 2018 20:00 Bosuilstadion Antwerpen Ref.: Erik Lambrechts Toeschouwers: 13.432           |                                                                    |                                     |                                                                       | Bolat Opare, Arslanagić, Borges, Juklerød Yatabaré (83' Nazaryna), Haroun , Hairemans (73' Lamkel Zé) Rodrigues (88' Randriambololona), Bolingi, Owusu | 62' Yatabaré                                                         |
| 11 augustus 2018 20:30 Le Canonnier Moeskroen Ref.: Bram Van Driessche Toeschouwers: 2.954         | Excel Moeskroen                                                    | 0 – 1                               | Antwerp                                                               | Bolat Opare, Arslanagić, Borges, Juklerød Haroun , Nazaryna (67' Rodrigues), Yatabaré Bolingi, Owusu, Hairemans (90+2' Van Damme)                      | 17' Bolingi 90+3' Owusu                                              |
| 11 augustus 2018 20:30 Le Canonnier Moeskroen Ref.: Bram Van Driessche Toeschouwers: 2.954         |                                                                    | 0 – 1                               | 81' Owusu                                                             | Bolat Opare, Arslanagić, Borges, Juklerød Haroun , Nazaryna (67' Rodrigues), Yatabaré Bolingi, Owusu, Hairemans (90+2' Van Damme)                      | 17' Bolingi 90+3' Owusu                                              |
| 19 augustus 2018 14:30 Bosuilstadion Antwerpen Ref.: Jonathan Lardot Toeschouwers: 12.303          | Antwerp                                                            | 1 – 1                               | Club Brugge                                                           | Bolat Arslanagić, Van Damme (80' Rodrigues), Borges Yatabaré (75' Lamkel Zé), Haroun Opare, Hairemans, Juklerød Owusu, Bolingi                         | 41' Opare 51' Van Damme 90+1' Rodrigues                              |
| 19 augustus 2018 14:30 Bosuilstadion Antwerpen Ref.: Jonathan Lardot Toeschouwers: 12.303          | Haroun 84'                                                         | 0 – 1 1 – 1                         | 66' Vormer                                                            | Bolat Arslanagić, Van Damme (80' Rodrigues), Borges Yatabaré (75' Lamkel Zé), Haroun Opare, Hairemans, Juklerød Owusu, Bolingi                         | 41' Opare 51' Van Damme 90+1' Rodrigues                              |
| 25 augustus 2018 20:00 Bosuilstadion Antwerpen Ref.: Christof Dierick Toeschouwers: 10.489         | Antwerp                                                            | 1 – 0                               | Cercle Brugge                                                         | Bolat Opare, Arslanagić, Van Damme, Juklerød Rodrigues (73' Nazaryna), Govea, Haroun Hairemans (84' Ghandri), Owusu, Bolingi                           | 16' Govea 40' Arslanagić 65' Haroun 80' Owusu                        |
| 25 augustus 2018 20:00 Bosuilstadion Antwerpen Ref.: Christof Dierick Toeschouwers: 10.489         | Owusu 48'                                                          | 1 – 0                               |                                                                       | Bolat Opare, Arslanagić, Van Damme, Juklerød Rodrigues (73' Nazaryna), Govea, Haroun Hairemans (84' Ghandri), Owusu, Bolingi                           | 16' Govea 40' Arslanagić 65' Haroun 80' Owusu                        |
| 2 september 2018 14:30 Constant Vanden Stockstadion Anderlecht Ref.: Wim Smet Toeschouwers: 20.364 | Anderlecht                                                         | 1 – 1                               | Antwerp                                                               | Bolat Arslanagić, Van Damme, Batubinsika Opare (84' Rodrigues), Yatabaré (88' Baby), Hairemans (78' Refaelov), Haroun , Juklerød Owusu, Bolingi        | 14' Haroun 49' Bolat 61' Yatabaré                                    |
| 2 september 2018 14:30 Constant Vanden Stockstadion Anderlecht Ref.: Wim Smet Toeschouwers: 20.364 | Gerkens 17'                                                        | 1 – 0 1 – 1                         | 90+2' Owusu                                                           | Bolat Arslanagić, Van Damme, Batubinsika Opare (84' Rodrigues), Yatabaré (88' Baby), Hairemans (78' Refaelov), Haroun , Juklerød Owusu, Bolingi        | 14' Haroun 49' Bolat 61' Yatabaré                                    |
| 16 september 2018 18:00 Bosuilstadion Antwerpen Ref.: Alexandre Boucaut Toeschouwers: 11.799       | Antwerp                                                            | 5 – 1                               | Zulte Waregem                                                         | Bolat Buta, Arslanagić, Van Damme, Juklerød Refaelov (82' Hairemans), Haroun , Yatabaré Rodrigues (76' Baby), Owusu, Bolingi (68' Mbokani)             | 5' Rodrigues 34' Refaelov                                            |
| 16 september 2018 18:00 Bosuilstadion Antwerpen Ref.: Alexandre Boucaut Toeschouwers: 11.799       | Refaelov 7' Arslanagić 10' Owusu 27' (pen.) Owusu 62' Haroun 90+1' | 1 – 0 2 – 0 3 – 0 3 – 1 4 – 1 5 – 1 | 53' De fauw                                                           | Bolat Buta, Arslanagić, Van Damme, Juklerød Refaelov (82' Hairemans), Haroun , Yatabaré Rodrigues (76' Baby), Owusu, Bolingi (68' Mbokani)             | 5' Rodrigues 34' Refaelov                                            |
| 22 september 2018 20:30 Stayen Sint-Truiden Ref.: Erik Lambrechts Toeschouwers: 7.133              | STVV                                                               | 2 – 0                               | Antwerp                                                               | Bolat Opare (73' Mbokani), Arslanagić, Van Damme, Juklerød Refaelov (60' Hairemans), Haroun , Yatabaré Rodrigues, Bolingi (85' Baby), Owusu            | 58' Arslanagić 67' Yatabaré                                          |
| 22 september 2018 20:30 Stayen Sint-Truiden Ref.: Erik Lambrechts Toeschouwers: 7.133              | De Norre 48' Kamada 90+1'                                          | 1 – 0 2 – 0                         |                                                                       | Bolat Opare (73' Mbokani), Arslanagić, Van Damme, Juklerød Refaelov (60' Hairemans), Haroun , Yatabaré Rodrigues, Bolingi (85' Baby), Owusu            | 58' Arslanagić 67' Yatabaré                                          |
| 30 september 2018 20:00 Bosuilstadion Antwerpen Ref.: Bart Vertenten Toeschouwers: 13.327          | Antwerp                                                            | 2 – 2                               | AA Gent                                                               | Bolat Buta, Arslanagić, Van Damme, Juklerød Refaelov, Haroun , Yatabaré Rodrigues (88' Hairemans), Mbokani (82' Bolingi), Owusu                        | 19' Yatabaré 47' Refaelov 48' Haroun 53' Van Damme                   |
| 30 september 2018 20:00 Bosuilstadion Antwerpen Ref.: Bart Vertenten Toeschouwers: 13.327          | Mbokani 22' Haroun 52'                                             | 0 – 1 1 – 1 1 – 2 2 – 2             | 16' Rosted 30' Odjidja-Ofoe                                           | Bolat Buta, Arslanagić, Van Damme, Juklerød Refaelov, Haroun , Yatabaré Rodrigues (88' Hairemans), Mbokani (82' Bolingi), Owusu                        | 19' Yatabaré 47' Refaelov 48' Haroun 53' Van Damme                   |
| 6 oktober 2018 18:00 Kehrwegstadion Eupen Ref.: Bert Put Toeschouwers: 3.808                       | KAS Eupen                                                          | 1 – 2                               | Antwerp                                                               | Bolat Buta, Arslanagić, Van Damme, Juklerød Haroun , Nazaryna (67' Hairemans) Rodrigues, Refaelov (89' Batubinsika), Bolingi (46' Baby) Mbokani        | 84' Baby 86' Hairemans                                               |
| 6 oktober 2018 18:00 Kehrwegstadion Eupen Ref.: Bert Put Toeschouwers: 3.808                       | Fall 38'                                                           | 1 – 0 1 – 1 1 – 2                   | 69' Refaelov 74' Rodrigues                                            | Bolat Buta, Arslanagić, Van Damme, Juklerød Haroun , Nazaryna (67' Hairemans) Rodrigues, Refaelov (89' Batubinsika), Bolingi (46' Baby) Mbokani        | 84' Baby 86' Hairemans                                               |
| 20 oktober 2018 20:00 Bosuilstadion Antwerpen Ref.: Jan Boterberg Toeschouwers: 12.134             | Antwerp                                                            | 2 – 1                               | Sporting Lokeren                                                      | Bolat Buta, Arslanagić, Van Damme, Juklerød Haroun , Lamkel Zé (78' Baby) Rodrigues (70' Hairemans), Refaelov, Owusu (80' Bolingi) Mbokani             | 56' Rodrigues 90' Refaelov 90+2' Baby                                |
| 20 oktober 2018 20:00 Bosuilstadion Antwerpen Ref.: Jan Boterberg Toeschouwers: 12.134             | Haroun 40' Refaelov 83'                                            | 1 – 0 1 – 1 2 – 1                   | 74' De Ridder                                                         | Bolat Buta, Arslanagić, Van Damme, Juklerød Haroun , Lamkel Zé (78' Baby) Rodrigues (70' Hairemans), Refaelov, Owusu (80' Bolingi) Mbokani             | 56' Rodrigues 90' Refaelov 90+2' Baby                                |
| 28 oktober 2018 20:00 Freethielstadion Beveren Ref.: Nathan Verboomen Toeschouwers: 5.957          | Waasland-Beveren                                                   | 0 – 1                               | Antwerp                                                               | Bolat Buta, Arslanagić, Van Damme, Juklerød Haroun , Lamkel Zé Rodrigues (79' Owusu), Refaelov (84' Batubinsika), Bolingi Mbokani                      | 87' Juklerød                                                         |
| 28 oktober 2018 20:00 Freethielstadion Beveren Ref.: Nathan Verboomen Toeschouwers: 5.957          |                                                                    | 0 – 1                               | 58' Haroun                                                            | Bolat Buta, Arslanagić, Van Damme, Juklerød Haroun , Lamkel Zé Rodrigues (79' Owusu), Refaelov (84' Batubinsika), Bolingi Mbokani                      | 87' Juklerød                                                         |
| 31 oktober 2018 20:30 Bosuilstadion Antwerpen Ref.: Alexandre Boucaut Toeschouwers: 15.245         | Antwerp                                                            | 2 – 4                               | Racing Genk                                                           | Bolat Buta, Arslanagić, Van Damme, Juklerød Haroun , Opare (82' Owusu) Rodrigues (86' Baby), Refaelov (77' Hairemans), Bolingi Mbokani                 | 56' Van Damme 61' Mbokani 62' Bolingi                                |
| 31 oktober 2018 20:30 Bosuilstadion Antwerpen Ref.: Alexandre Boucaut Toeschouwers: 15.245         | Bolingi 24' Juklerød 45+1'                                         | 1 – 0 2 – 0 2 – 1 2 – 2 2 – 3 2 – 4 | 56' (pen.) Malinovskyi 60' (pen.) Malinovskyi 76' Samatta 90' Samatta | Bolat Buta, Arslanagić, Van Damme, Juklerød Haroun , Opare (82' Owusu) Rodrigues (86' Baby), Refaelov (77' Hairemans), Bolingi Mbokani                 | 56' Van Damme 61' Mbokani 62' Bolingi                                |
| 4 november 2018 14:30 Maurice Dufrasnestadion Luik Ref.: Erik Lambrechts Toeschouwers: 20.082      | Standard Luik                                                      | 0 – 2                               | Antwerp                                                               | Bolat Opare (13' Buta), Arslanagić, Van Damme, Juklerød Nazaryna, Refaelov (81' Lamkel Zé), Haroun Baby (75' Owusu), Mbokani, Bolingi                  | 21' Van Damme 31' Juklerød 78' Refaelov 79' Bolingi 90+2' Lamkel Zé  |
| 4 november 2018 14:30 Maurice Dufrasnestadion Luik Ref.: Erik Lambrechts Toeschouwers: 20.082      |                                                                    | 0 – 1 0 – 2                         | 45+2' (pen.) Refaelov 90+2' Lamkel Zé                                 | Bolat Opare (13' Buta), Arslanagić, Van Damme, Juklerød Nazaryna, Refaelov (81' Lamkel Zé), Haroun Baby (75' Owusu), Mbokani, Bolingi                  | 21' Van Damme 31' Juklerød 78' Refaelov 79' Bolingi 90+2' Lamkel Zé  |
| 9 november 2018 20:30 Bosuilstadion Antwerpen Ref.: Bram Van Driessche Toeschouwers: 13.500        | Antwerp                                                            | 2 – 0                               | KV Oostende                                                           | Bolat Buta, Arslanagić, Van Damme, Juklerød Nazaryna, Haroun Rodrigues (60' Baby), Refaelov (73' Lamkel Zé), Bolingi Mbokani (88' Owusu)               | 38' Bolingi 67' Haroun 90+4' Lamkel Zé                               |
| 9 november 2018 20:30 Bosuilstadion Antwerpen Ref.: Bram Van Driessche Toeschouwers: 13.500        | Mbokani 21' Mbokani 83'                                            | 1 – 0 2 – 0                         |                                                                       | Bolat Buta, Arslanagić, Van Damme, Juklerød Nazaryna, Haroun Rodrigues (60' Baby), Refaelov (73' Lamkel Zé), Bolingi Mbokani (88' Owusu)               | 38' Bolingi 67' Haroun 90+4' Lamkel Zé                               |
| Terugronde                                                                                         |                                                                    |                                     |                                                                       | |                                                                      |
| 25 november 2018 14:30 Ghelamco Arena Gent Ref.: Nicolas Laforge Toeschouwers: 16.885              | AA Gent                                                            | 0 – 0                               | Antwerp                                                               | Bolat Buta, Arslanagić, Van Damme, Juklerød Govea, Opare Bolingi, Refaelov (67' Lamkel Zé), Baby (73' Owusu) Mbokani                                   | 27' Opare 48' Baby 90' Van Damme 90' Bolat 90+6' Mbokani             |
| 25 november 2018 14:30 Ghelamco Arena Gent Ref.: Nicolas Laforge Toeschouwers: 16.885              |                                                                    |                                     |                                                                       | Bolat Buta, Arslanagić, Van Damme, Juklerød Govea, Opare Bolingi, Refaelov (67' Lamkel Zé), Baby (73' Owusu) Mbokani                                   | 27' Opare 48' Baby 90' Van Damme 90' Bolat 90+6' Mbokani             |
| 1 december 2018 20:30 Bosuilstadion Antwerpen Ref.: Bert Put Toeschouwers: 12.244                  | Antwerp                                                            | 1 – 3                               | STVV                                                                  | Bolat Buta, Arslanagić (64' Rodrigues), Borges, Juklerød Haroun , Opare (46' Hairemans) Bolingi, Govea (8' Lamkel Zé), Refaelov Mbokani                | 7' Bolat 77' Bolingi                                                 |
| 1 december 2018 20:30 Bosuilstadion Antwerpen Ref.: Bert Put Toeschouwers: 12.244                  | Tomiyasu 17' (e.d.)                                                | 0 – 1 1 – 1 1 – 2 1 – 3             | 9' (pen.) Botaka 37' Bezus 74' García                                 | Bolat Buta, Arslanagić (64' Rodrigues), Borges, Juklerød Haroun , Opare (46' Hairemans) Bolingi, Govea (8' Lamkel Zé), Refaelov Mbokani                | 7' Bolat 77' Bolingi                                                 |
| 9 december 2018 14:30 Jan Breydelstadion Brugge Ref.: Lawrence Visser Toeschouwers: 6.171          | Cercle Brugge                                                      | 0 – 3                               | Antwerp                                                               | Bolat Batubinsika, Van Damme, Borges Buta (89' Kakudji), Nazaryna (61' Yatabaré), Refaelov (80' Lamkel Zé), Juklerød Rodrigues, Mbokani, Owusu         | 34' Nazaryna 37' Batubinsika 68' Yatabaré 70' Buta                   |
| 9 december 2018 14:30 Jan Breydelstadion Brugge Ref.: Lawrence Visser Toeschouwers: 6.171          |                                                                    | 0 – 1 0 – 2 0 – 3                   | 12' (pen.) Refaelov 40' Owusu 53' Refaelov                            | Bolat Batubinsika, Van Damme, Borges Buta (89' Kakudji), Nazaryna (61' Yatabaré), Refaelov (80' Lamkel Zé), Juklerød Rodrigues, Mbokani, Owusu         | 34' Nazaryna 37' Batubinsika 68' Yatabaré 70' Buta                   |
| 15 december 2018 20:30 Bosuilstadion Antwerpen Ref.: Nathan Verboomen Toeschouwers: 11.698         | Antwerp                                                            | 0 – 2                               | Waasland-Beveren                                                      | Bolat Buta (84' Opare), Batubinsika, Van Damme, Juklerød Lamkel Zé, Haroun Owusu (90' Jaadi), Refaelov, Rodrigues (59' Bolingi) Mbokani                | 5' Lamkel Zé 53' Owusu 61' Buta 75' Haroun                           |
| 15 december 2018 20:30 Bosuilstadion Antwerpen Ref.: Nathan Verboomen Toeschouwers: 11.698         |                                                                    | 0 – 1 0 – 2                         | 47' Verstraete 90+4' Vellios                                          | Bolat Buta (84' Opare), Batubinsika, Van Damme, Juklerød Lamkel Zé, Haroun Owusu (90' Jaadi), Refaelov, Rodrigues (59' Bolingi) Mbokani                | 5' Lamkel Zé 53' Owusu 61' Buta 75' Haroun                           |
| 23 december 2018 14:30 Jan Breydelstadion Brugge Ref.: Wim Smet Toeschouwers: 25.092               | Club Brugge                                                        | 5 – 1                               | Antwerp                                                               | Bolat Batubinsika, Van Damme, Borges Yatabaré, Haroun , Nazaryna (59' Lamkel Zé), Juklerød (71' Rodrigues) Owusu, Mbokani, Refaelov (66' Bolingi)      | 13' Refaelov 88' Van Damme 90' Rodrigues 90+1' Bolingi 90+4' Mbokani |
| 23 december 2018 14:30 Jan Breydelstadion Brugge Ref.: Wim Smet Toeschouwers: 25.092               | Dennis 21' Schrijvers 40' Rits 54' Dennis 65' Vanaken 87' (pen.)   | 1 – 0 2 – 0 3 – 0 4 – 0 4 – 1 5 – 1 | 84' Van Damme                                                         | Bolat Batubinsika, Van Damme, Borges Yatabaré, Haroun , Nazaryna (59' Lamkel Zé), Juklerød (71' Rodrigues) Owusu, Mbokani, Refaelov (66' Bolingi)      | 13' Refaelov 88' Van Damme 90' Rodrigues 90+1' Bolingi 90+4' Mbokani |
| 26 december 2018 14:30 Bosuilstadion Antwerpen Ref.: Jonathan Lardot Toeschouwers: 10.942          | Antwerp                                                            | 2 – 1                               | Excel Moeskroen                                                       | Bolat Yatabaré, Batubinsika, Borges, Juklerød Lamkel Zé (75' Van Damme), Hairemans (88' Arslanagić), Haroun Bolingi, Mbokani, Rodrigues (90+1' Owusu)  | 30' Mbokani 75' Bolingi 79' Yatabaré 81' Rodrigues                   |
| 26 december 2018 14:30 Bosuilstadion Antwerpen Ref.: Jonathan Lardot Toeschouwers: 10.942          | Mbokani 23' (pen.) Mbokani 57'                                     | 1 – 0 2 – 0 2 – 1                   | 64' Mbombo                                                            | Bolat Yatabaré, Batubinsika, Borges, Juklerød Lamkel Zé (75' Van Damme), Hairemans (88' Arslanagić), Haroun Bolingi, Mbokani, Rodrigues (90+1' Owusu)  | 30' Mbokani 75' Bolingi 79' Yatabaré 81' Rodrigues                   |
| 19 januari 2019 20:30 Regenboogstadion Waregem Ref.: Nathan Verboomen Toeschouwers: 7.294          | Zulte Waregem                                                      | 1 – 2                               | Antwerp                                                               | Bolat Buta, Arslanagić, Van Damme, Borges Juklerød, Refaelov (90+3' Hairemans), Yatabaré Lamkel Zé, Mbokani (90' Owusu), Bolingi                       | 32' Lamkel Zé 45' Bolingi 75' Yatabaré                               |
| 19 januari 2019 20:30 Regenboogstadion Waregem Ref.: Nathan Verboomen Toeschouwers: 7.294          | Bongonda 90+3'                                                     | 0 – 1 0 – 2 1 – 2                   | 41' Mbokani 49' Refaelov                                              | Bolat Buta, Arslanagić, Van Damme, Borges Juklerød, Refaelov (90+3' Hairemans), Yatabaré Lamkel Zé, Mbokani (90' Owusu), Bolingi                       | 32' Lamkel Zé 45' Bolingi 75' Yatabaré                               |
| 25 januari 2019 20:30 Bosuilstadion Antwerpen Ref.: Wim Smet Toeschouwers: 13.423                  | Antwerp                                                            | 1 – 1                               | Standard Luik                                                         | Bolat Buta, Arslanagić, Van Damme, Juklerød Borges (78' Rodrigues), Refaelov, Yatabaré Lamkel Zé, Mbokani, Bolingi (76' Owusu)                         | 59' Borges 60' Lamkel Zé 62' Lamkel Zé 89' Mbokani                   |
| 25 januari 2019 20:30 Bosuilstadion Antwerpen Ref.: Wim Smet Toeschouwers: 13.423                  | Mbokani 81'                                                        | 0 – 1 1 – 1                         | 74' Lestienne                                                         | Bolat Buta, Arslanagić, Van Damme, Juklerød Borges (78' Rodrigues), Refaelov, Yatabaré Lamkel Zé, Mbokani, Bolingi (76' Owusu)                         | 59' Borges 60' Lamkel Zé 62' Lamkel Zé 89' Mbokani                   |
| 2 februari 2019 18:00 Versluys Arena Oostende Ref.: Nicolas Laforge Toeschouwers: 4.863            | KV Oostende                                                        | 0 – 2                               | Antwerp                                                               | Bolat Buta, Arslanagić, Van Damme, Juklerød Haroun , Refaelov, Yatabaré Rodrigues (90+2' Hairemans), Owusu, Bolingi (90+6' Baby)                       | 38' Haroun 43' Rodrigues 49' Yatabaré 70' Van Damme                  |
| 2 februari 2019 18:00 Versluys Arena Oostende Ref.: Nicolas Laforge Toeschouwers: 4.863            |                                                                    | 0 – 1 0 – 2                         | 4' Rodrigues 90+4' Hairemans                                          | Bolat Buta, Arslanagić, Van Damme, Juklerød Haroun , Refaelov, Yatabaré Rodrigues (90+2' Hairemans), Owusu, Bolingi (90+6' Baby)                       | 38' Haroun 43' Rodrigues 49' Yatabaré 70' Van Damme                  |
| 9 februari 2019 20:30 Daknamstadion Lokeren Ref.: Alexandre Boucaut Toeschouwers: 4.203            | Sporting Lokeren                                                   | 2 – 1                               | Antwerp                                                               | Bolat Buta, Arslanagić, Van Damme, Juklerød Yatabaré (61' Owusu), Refaelov, Haroun Lamkel Zé (72' Simão), Mbokani, Rodrigues (68' Baby)                |                                                                      |
| 9 februari 2019 20:30 Daknamstadion Lokeren Ref.: Alexandre Boucaut Toeschouwers: 4.203            | Musona 32' Mirić 67'                                               | 1 – 0 2 – 0 2 – 1                   | 90' (pen.) Refaelov                                                   | Bolat Buta, Arslanagić, Van Damme, Juklerød Yatabaré (61' Owusu), Refaelov, Haroun Lamkel Zé (72' Simão), Mbokani, Rodrigues (68' Baby)                |                                                                      |
| 17 februari 2019 18:00 Bosuilstadion Antwerpen Ref.: Bram Van Driessche Toeschouwers: 14.346       | Antwerp                                                            | 0 – 1                               | Anderlecht                                                            | Bolat Buta, Arslanagić, Van Damme, Juklerød Haroun , Refaelov, Yatabaré Lamkel Zé (87' Rodrigues), Mbokani, Bolingi (82' Owusu)                        | 34' Yatabaré 82' Lamkel Zé 82' Van Damme 84' Haroun                  |
| 17 februari 2019 18:00 Bosuilstadion Antwerpen Ref.: Bram Van Driessche Toeschouwers: 14.346       |                                                                    | 0 – 1                               | 90+2' Bolasie                                                         | Bolat Buta, Arslanagić, Van Damme, Juklerød Haroun , Refaelov, Yatabaré Lamkel Zé (87' Rodrigues), Mbokani, Bolingi (82' Owusu)                        | 34' Yatabaré 82' Lamkel Zé 82' Van Damme 84' Haroun                  |
| 24 februari 2019 18:00 Luminus Arena Genk Ref.: Lawrence Visser Toeschouwers: 18.031               | Racing Genk                                                        | 0 – 0                               | Antwerp                                                               | Bolat Opare, Arslanagić, Van Damme, Juklerød Yatabaré, Refaelov (84' Simão), Haroun Owusu, Mbokani, Hairemans                                          | 19' Haroun 73' Hairemans 80' Owusu 89' Mbokani 90+2' Arslanagić      |
| 24 februari 2019 18:00 Luminus Arena Genk Ref.: Lawrence Visser Toeschouwers: 18.031               |                                                                    |                                     |                                                                       | Bolat Opare, Arslanagić, Van Damme, Juklerød Yatabaré, Refaelov (84' Simão), Haroun Owusu, Mbokani, Hairemans                                          | 19' Haroun 73' Hairemans 80' Owusu 89' Mbokani 90+2' Arslanagić      |
| 3 maart 2019 20:00 Bosuilstadion Antwerpen Ref.: Kevin Van Damme Toeschouwers: 10.832              | Antwerp                                                            | 2 – 1                               | KAS Eupen                                                             | Bolat Buta, Arslanagić (46' Batubinsika), Van Damme, Juklerød Haroun , Refaelov, Hairemans Lamkel Zé (65' Baby), Mbokani, Owusu (69' Bolingi)          | 29' Lamkel Zé 76' Van Damme 85' Yatabaré (bank) 87' Haroun           |
| 3 maart 2019 20:00 Bosuilstadion Antwerpen Ref.: Kevin Van Damme Toeschouwers: 10.832              | Owusu 52' Bolingi 83'                                              | 1 – 0 1 – 1 2 – 1                   | 56' Ocansey                                                           | Bolat Buta, Arslanagić (46' Batubinsika), Van Damme, Juklerød Haroun , Refaelov, Hairemans Lamkel Zé (65' Baby), Mbokani, Owusu (69' Bolingi)          | 29' Lamkel Zé 76' Van Damme 85' Yatabaré (bank) 87' Haroun           |
| 10 maart 2019 18:00 Bosuilstadion Antwerpen Ref.: Nicolas Laforge Toeschouwers: 11.108             | Antwerp                                                            | 1 – 2                               | Sporting Charleroi                                                    | Bolat Buta (86' Lamkel Zé), Arslanagić, Batubinsika, Juklerød Govea, Refaelov, Simão (66' Hairemans) Owusu (46' Bolingi), Mbokani, Baby                |                                                                      |
| 10 maart 2019 18:00 Bosuilstadion Antwerpen Ref.: Nicolas Laforge Toeschouwers: 11.108             | Baby 24'                                                           | 1 – 0 1 – 1 1 – 2                   | 31' (pen.) Osimhen 77' Bruno                                          | Bolat Buta (86' Lamkel Zé), Arslanagić, Batubinsika, Juklerød Govea, Refaelov, Simão (66' Hairemans) Owusu (46' Bolingi), Mbokani, Baby                |                                                                      |
| 17 maart 2019 18:00 Guldensporenstadion Kortrijk Ref.: Jonathan Lardot Toeschouwers: 7.384         | KV Kortrijk                                                        | 2 – 0                               | Antwerp                                                               | Bolat Buta, Arslanagić, Batubinsika (88' Refaelov), Borges, Opare Simão (70' Owusu), Hairemans, Govea, Baby Bolingi                                    | 41' Simão 53' Arslanagić                                             |
| 17 maart 2019 18:00 Guldensporenstadion Kortrijk Ref.: Jonathan Lardot Toeschouwers: 7.384         | De Sart 84' Avenatti 90+4'                                         | 1 – 0 2 – 0                         |                                                                       | Bolat Buta, Arslanagić, Batubinsika (88' Refaelov), Borges, Opare Simão (70' Owusu), Hairemans, Govea, Baby Bolingi                                    | 41' Simão 53' Arslanagić                                             |

#### Overzicht
| Speeldag  | 1 | 2 | 3 | 4 | 5  | 6  | 7  | 8  | 9  | 10 | 11 | 12 | 13 | 14 | 15 | 16 | 17 | 18 | 19 | 20 | 21 | 22 | 23 | 24 | 25 | 26 | 27 | 28 | 29 | 30 |
| --------- | - | - | - | - | -- | -- | -- | -- | -- | -- | -- | -- | -- | -- | -- | -- | -- | -- | -- | -- | -- | -- | -- | -- | -- | -- | -- | -- | -- | -- |
| Resultaat | w | g | w | g | w  | g  | w  | v  | g  | w  | w  | w  | v  | w  | w  | g  | v  | w  | v  | v  | w  | w  | g  | w  | v  | v  | g  | w  | v  | v  |
| Punten    | 3 | 4 | 7 | 8 | 11 | 12 | 15 | 15 | 16 | 19 | 22 | 25 | 25 | 28 | 31 | 32 | 32 | 35 | 35 | 35 | 38 | 41 | 42 | 45 | 45 | 45 | 46 | 49 | 49 | 49 |
| Positie   | 6 | 6 | 4 | 6 | 5  | 5  | 3  | 4  | 4  | 4  | 4  | 3  | 3  | 3  | 3  | 2  | 3  | 2  | 3  | 3  | 3  | 3  | 3  | 3  | 3  | 4  | 4  | 3  | 4  | 6  |

#### Klassement
| Pos | Team               | Wed | W  | G  | V  | Ptn | DV | DT | +/− |      |
| --- | ------------------ | --- | -- | -- | -- | --- | -- | -- | --- | ---- |
| 3   | Standard Luik      | 30  | 15 | 8  | 7  | 53  | 49 | 35 | +14 | PO 1 |
| 4   | RSC Anderlecht     | 30  | 15 | 6  | 9  | 51  | 48 | 35 | +13 | PO 1 |
| 5   | KAA Gent           | 30  | 15 | 5  | 10 | 50  | 53 | 45 | +8  | PO 1 |
| 6   | Antwerp FC         | 30  | 14 | 7  | 9  | 49  | 39 | 34 | +5  | PO 1 |
| 7   | STVV               | 30  | 12 | 11 | 7  | 47  | 47 | 36 | +11 | PO 2 |
| 8   | KV Kortrijk        | 30  | 12 | 7  | 11 | 43  | 44 | 42 | +2  | PO 2 |
| 9   | Sporting Charleroi | 30  | 12 | 6  | 12 | 42  | 43 | 43 | 0   | PO 2 |

PO I: Play-off I, PO II: Play-off II, : Degradeert na dit seizoen naar eerste klasse B

### Play-off I

#### Wedstrijden
| Wedstrijddetails                                                                                      | Thuisploeg                                                     | Uitslag                       | Uitploeg                  | Opstelling | Kaarten                                                                                     |
| --- | -------------------------------------------------------------- | ----------------------------- | ------------------------- | --- | ------------------------------------------------------------------------------------------- |
| Heenronde                                                                                             |                                                                |                               |                           | |                                                                                             |
| 29 maart 2019 20:30 Maurice Dufrasnestadion Luik Ref.: Lawrence Visser Toeschouwers: 21.806           | Standard Luik                                                  | 3 – 1                         | Antwerp                   | Bolat Opare, Arslanagić, Van Damme, Juklerød Lamkel Zé (85' Hairemans), Refaelov (87' Rodrigues), Haroun Bolingi, Mbokani, Baby (84' Owusu) | 29' Bolingi 42' Haroun 58' Juklerød                                                         |
| 29 maart 2019 20:30 Maurice Dufrasnestadion Luik Ref.: Lawrence Visser Toeschouwers: 21.806           | Djenepo 71' Cavanda 81' Laifis 88'                             | 0 – 1 1 – 1 2 – 1 3 – 1       | 25' Mbokani               | Bolat Opare, Arslanagić, Van Damme, Juklerød Lamkel Zé (85' Hairemans), Refaelov (87' Rodrigues), Haroun Bolingi, Mbokani, Baby (84' Owusu) | 29' Bolingi 42' Haroun 58' Juklerød                                                         |
| 2 april 2019 20:30 Bosuilstadion Antwerpen Ref.: Alexandre Boucaut Toeschouwers: 14.355               | Antwerp                                                        | 1 – 0                         | Racing Genk               | Bolat Opare, Arslanagić, Van Damme, Juklerød Govea, Refaelov (78' Simão), Haroun Lamkel Zé (88' Bolingi), Mbokani, Baby (72' Owusu)         | 51' Haroun 63' Mbokani 90+2' Van Damme                                                      |
| 2 april 2019 20:30 Bosuilstadion Antwerpen Ref.: Alexandre Boucaut Toeschouwers: 14.355               | Refaelov 4'                                                    | 1 – 0                         |                           | Bolat Opare, Arslanagić, Van Damme, Juklerød Govea, Refaelov (78' Simão), Haroun Lamkel Zé (88' Bolingi), Mbokani, Baby (72' Owusu)         | 51' Haroun 63' Mbokani 90+2' Van Damme                                                      |
| 7 april 2019 18:00 Constant Vanden Stockstadion Anderlecht Ref.: Jonathan Lardot Toeschouwers: 19.710 | Anderlecht                                                     | 1 – 2                         | Antwerp                   | Bolat Opare, Arslanagić, Borges, Juklerød Govea, Refaelov (90+1' Simão), Haroun Lamkel Zé, Mbokani, Owusu (58' Rodrigues)                   | 63' Lamkel Zé                                                                               |
| 7 april 2019 18:00 Constant Vanden Stockstadion Anderlecht Ref.: Jonathan Lardot Toeschouwers: 19.710 | Gerkens 33'                                                    | 1 – 0 1 – 1 1 – 2             | 39' Lamkel Zé 83' Mbokani | Bolat Opare, Arslanagić, Borges, Juklerød Govea, Refaelov (90+1' Simão), Haroun Lamkel Zé, Mbokani, Owusu (58' Rodrigues)                   | 63' Lamkel Zé                                                                               |
| 13 april 2019 20:30 Ghelamco Arena Gent Ref.: Bram Van Driessche Toeschouwers: 15.820                 | AA Gent                                                        | 1 – 2                         | Antwerp                   | Bolat Opare, Arslanagić, Van Damme, Juklerød Govea, Refaelov (86' Simão), Haroun Lamkel Zé (90+4' Bolingi), Mbokani, Baby (80' Borges)      | 7' Mbokani 90' Haroun                                                                       |
| 13 april 2019 20:30 Ghelamco Arena Gent Ref.: Bram Van Driessche Toeschouwers: 15.820                 | Chakvetadze 77'                                                | 0 – 1 1 – 1 1 – 2             | 21' Baby 82' Refaelov     | Bolat Opare, Arslanagić, Van Damme, Juklerød Govea, Refaelov (86' Simão), Haroun Lamkel Zé (90+4' Bolingi), Mbokani, Baby (80' Borges)      | 7' Mbokani 90' Haroun                                                                       |
| 22 april 2019 14:30 Bosuilstadion Antwerpen Ref.: Lawrence Visser Toeschouwers: 15.153                | Antwerp                                                        | 0 – 0                         | Club Brugge               | Bolat Opare, Arslanagić, Van Damme, Juklerød Govea, Refaelov (59' Simão), Yatabaré Lamkel Zé, Mbokani, Baby (73' Bolingi)                   | 81' Yatabaré                                                                                |
| 22 april 2019 14:30 Bosuilstadion Antwerpen Ref.: Lawrence Visser Toeschouwers: 15.153                |                                                                |                               |                           | Bolat Opare, Arslanagić, Van Damme, Juklerød Govea, Refaelov (59' Simão), Yatabaré Lamkel Zé, Mbokani, Baby (73' Bolingi)                   | 81' Yatabaré                                                                                |
| Terugronde                                                                                            |                                                                |                               |                           | |                                                                                             |
| 26 april 2019 20:30 Bosuilstadion Antwerpen Ref.: Nathan Verboomen Toeschouwers: 14.843               | Antwerp                                                        | 2 – 1                         | Standard Luik             | Bolat Opare (21' Yatabaré), Arslanagić, Van Damme, Juklerød Haroun , Refaelov, (83' Simão), Govea Lamkel Zé, Mbokani, Baby (71' Bolingi)    | 39' Van Damme 51' Arslanagić 57' Lamkel Zé 67' Yatabaré 69' Govea 71' Bolat 90+2' Lamkel Zé |
| 26 april 2019 20:30 Bosuilstadion Antwerpen Ref.: Nathan Verboomen Toeschouwers: 14.843               | Mbokani 33' (pen.) Lamkel Zé 60'                               | 1 – 0 1 – 1 2 – 1             | 45+4' Vanheusden          | Bolat Opare (21' Yatabaré), Arslanagić, Van Damme, Juklerød Haroun , Refaelov, (83' Simão), Govea Lamkel Zé, Mbokani, Baby (71' Bolingi)    | 39' Van Damme 51' Arslanagić 57' Lamkel Zé 67' Yatabaré 69' Govea 71' Bolat 90+2' Lamkel Zé |
| 3 mei 2019 20:30 Luminus Arena Genk Ref.: Alexandre Boucaut Toeschouwers: 21.635                      | Racing Genk                                                    | 4 – 0                         | Antwerp                   | Bolat Yatabaré, Arslanagić, Van Damme, Juklerød Govea, Simão (67' Refaelov), Haroun Baby (63' Owusu), Mbokani, Rodrigues (77' Bolingi)      | 35' Mbokani 52' Govea 59' Baby 64' Rodrigues 66' Haroun 81' Arslanagić                      |
| 3 mei 2019 20:30 Luminus Arena Genk Ref.: Alexandre Boucaut Toeschouwers: 21.635                      | Malinovskyi 25' (pen.) Samatta 55' Ito 57' Heynen 90+1' (pen.) | 1 – 0 2 – 0 3 – 0 4 – 0       |                           | Bolat Yatabaré, Arslanagić, Van Damme, Juklerød Govea, Simão (67' Refaelov), Haroun Baby (63' Owusu), Mbokani, Rodrigues (77' Bolingi)      | 35' Mbokani 52' Govea 59' Baby 64' Rodrigues 66' Haroun 81' Arslanagić                      |
| 12 mei 2019 14:30 Bosuilstadion Antwerpen Ref.: Erik Lambrechts Toeschouwers: 15.408                  | Antwerp                                                        | 1 – 1                         | Anderlecht                | Bolat Opare, Arslanagić, Van Damme, Juklerød Haroun , Refaelov (90' Simão), Govea Lamkel Zé, Owusu (86' Bolingi), Baby (75' Rodrigues)      | 57' Opare                                                                                   |
| 12 mei 2019 14:30 Bosuilstadion Antwerpen Ref.: Erik Lambrechts Toeschouwers: 15.408                  | Lamkel Zé 48'                                                  | 0 – 1 1 – 1                   | 5' Santini                | Bolat Opare, Arslanagić, Van Damme, Juklerød Haroun , Refaelov (90' Simão), Govea Lamkel Zé, Owusu (86' Bolingi), Baby (75' Rodrigues)      | 57' Opare                                                                                   |
| 16 mei 2019 20:30 Bosuilstadion Antwerpen Ref.: Jonathan Lardot Toeschouwers: 14.211                  | Antwerp                                                        | 1 – 2                         | AA Gent                   | Bolat Opare, Arslanagić (46' Juklerød), Van Damme, Borges Haroun , Refaelov (71' Simão), Govea Lamkel Zé, Mbokani, Baby (78' Bolingi)       | 58' Mbokani 90+3' Van Damme                                                                 |
| 16 mei 2019 20:30 Bosuilstadion Antwerpen Ref.: Jonathan Lardot Toeschouwers: 14.211                  | Bronn 36' (e.d.)                                               | 1 – 0 1 – 1 1 – 2             | 45' David 90+4' Sørloth   | Bolat Opare, Arslanagić (46' Juklerød), Van Damme, Borges Haroun , Refaelov (71' Simão), Govea Lamkel Zé, Mbokani, Baby (78' Bolingi)       | 58' Mbokani 90+3' Van Damme                                                                 |
| 19 mei 2019 18:00 Jan Breydelstadion Brugge Ref.: Nicolas Laforge Toeschouwers: 21.644                | Club Brugge                                                    | 3 – 2                         | Antwerp                   | Bolat Opare (83' Rodrigues), Seck, Batubinsika (86' Bolingi), Juklerød Yatabaré (46' Refaelov), Govea, Haroun Lamkel Zé, Mbokani, Baby      | 38' Yatabaré 60' Hairemans (bank) 73' Baby 82' Mbokani 90+4' Rodrigues                      |
| 19 mei 2019 18:00 Jan Breydelstadion Brugge Ref.: Nicolas Laforge Toeschouwers: 21.644                | Openda 4' Vossen 80' (pen.) Openda 89'                         | 1 – 0 1 – 1 1 – 2 2 – 2 3 – 2 | 53' Baby 57' Mbokani      | Bolat Opare (83' Rodrigues), Seck, Batubinsika (86' Bolingi), Juklerød Yatabaré (46' Refaelov), Govea, Haroun Lamkel Zé, Mbokani, Baby      | 38' Yatabaré 60' Hairemans (bank) 73' Baby 82' Mbokani 90+4' Rodrigues                      |

#### Overzicht
| Speeldag  | 1  | 2  | 3  | 4  | 5  | 6  | 7  | 8  | 9  | 10 |
| --------- | -- | -- | -- | -- | -- | -- | -- | -- | -- | -- |
| Resultaat | v  | w  | w  | w  | g  | w  | v  | g  | v  | v  |
| Punten    | 25 | 28 | 31 | 34 | 35 | 38 | 38 | 39 | 39 | 39 |
| Positie   | 6  | 4  | 4  | 4  | 4  | 3  | 3  | 3  | 4  | 4  |

#### Klassement
| Pos | Team           | Wed | W | G | V | Ptn | DV | DT | +/− |                                        |
| --- | -------------- | --- | - | - | - | --- | -- | -- | --- | -------------------------------------- |
| 1   | KRC Genk       | 10  | 6 | 2 | 2 | 52  | 19 | 8  | +11 | Kampioen, Groepsfase Champions League  |
| 2   | Club Brugge    | 10  | 7 | 1 | 2 | 50  | 19 | 11 | +8  | Voorrondes Champions League            |
| 3   | Standard Luik  | 10  | 4 | 1 | 5 | 40  | 17 | 16 | +1  | Groepsfase Europa League               |
| 4   | Antwerp FC     | 10  | 4 | 2 | 4 | 39  | 12 | 16 | −4  | Testwedstrijd tegen winnaar Play-off 2 |
| 5   | KAA Gent       | 10  | 3 | 1 | 6 | 35  | 10 | 15 | −5  | Voorrondes Europa League               |
| 6   | RSC Anderlecht | 10  | 1 | 3 | 6 | 32  | 8  | 19 | −11 |                                        |

1. 1 2 3 4  KRC Genk, Standard Luik, RSC Anderlecht en Antwerp FC kregen bij de halvering van de punten een half punt er bij
2. 1 2  Na afloop van de competitie werd bekerwinnaar KV Mechelen geschorst voor Europese competities in het seizoen 2019/20. Hierdoor mocht Standard Luik in hun plaats aantreden in de groepsfase van de Europa League en mocht KAA Gent aantreden in de voorrondes van diezelfde Europa League

### Testwedstrijd (UEFA Europa League)
| Wedstrijddetails                                                                     | Thuisploeg                                  | Uitslag                       | Uitploeg                 | Opstelling | Kaarten                       |
| ------------------------------------------------------------------------------------ | ------------------------------------------- | ----------------------------- | ------------------------ | --- | ----------------------------- |
| 26 mei 2019 14:30 Bosuilstadion Antwerpen Ref.: Nicolas Laforge Toeschouwers: 11.502 | Antwerp                                     | 3 – 2                         | Sporting Charleroi       | Bolat Seck, Arslanagić, Van Damme, Juklerød Haroun , Refaelov, Govea Lamkel Zé, Mbokani, Baby (62' Rodrigues) | 69' Van Damme 90+3' Lamkel Zé |
| 26 mei 2019 14:30 Bosuilstadion Antwerpen Ref.: Nicolas Laforge Toeschouwers: 11.502 | Mbokani 16' Refaelov 22' (pen.) Mbokani 67' | 0 – 1 0 – 2 1 – 2 2 – 2 3 – 2 | 1' Osimhen 13' Dessoleil | Bolat Seck, Arslanagić, Van Damme, Juklerød Haroun , Refaelov, Govea Lamkel Zé, Mbokani, Baby (62' Rodrigues) | 69' Van Damme 90+3' Lamkel Zé |

## Beker van België
| Beker van België                                                                                               |                                        |                         |             | |          |
| Wedstrijddetails                                                                                               | Thuisploeg                             | Uitslag                 | Uitploeg    | Opstelling | Kaarten  |
| 1/16 finale |                                        |                         |             | |          |
| 26 september 2018 20:45 AFAS Stadion Achter de Kazerne Mechelen Ref.: Sébastien Delferière Toeschouwers: 9.578 | KV Mechelen (1B)                       | 3 – 1                   | Antwerp     | Bolat Buta, Seck, Batubinsika, Opare Refaelov (53' Rodrigues), Nazaryna, Govea (65' Bolingi) Owusu, Mbokani, Hairemans (73' Lamkel Zé) | 26' Buta |
| 26 september 2018 20:45 AFAS Stadion Achter de Kazerne Mechelen Ref.: Sébastien Delferière Toeschouwers: 9.578 | De Witte 28' Engvall 50' Van Damme 87' | 1 – 0 1 – 1 2 – 1 3 – 1 | 35' Mbokani | Bolat Buta, Seck, Batubinsika, Opare Refaelov (53' Rodrigues), Nazaryna, Govea (65' Bolingi) Owusu, Mbokani, Hairemans (73' Lamkel Zé) | 26' Buta |